# Tovdalselven
Tovdalselven, også kendt under navnet Topdalselven, er en 143 kilometer lang elv, i det sydvestlige Norge og den længste elv i Sørlandet, som fortsat løber frit i hele sit forløb. Tovdalselven møder havet i Topdalsfjorden mellem Hamresanden og Kristiansand Lufthavn, Kjevik. Her har elven på højre bred opbygget en stor sandbanke, som flyvepladsen ligger på. Elven, der har en gennemsnitlig vandføring på 65 m³/sekund, er beskyttet mod vandkraftudbygning i Verneplan IV for vassdrag. 
Tovdalselven har et østligt og et vestligt udspring, som løber sammen i Herefossfjorden. Den østlige del, Tovdalsgreina, er smal og langstrakt og har sit udspring i fjelddalene mellem Valle i Agder og Fyresdal i Telemark fylker. I de øvre dele af elvsystemet findes mange søer med Straumsfjorden (757 meter over havet) som den største. 
Den vestlige gren, Uldalsgreina, får vand fra tre kildeelve: Skjeggedalsåna, Vatnedalsåna og Hovlandsåna. Her er der også en kraftstation, Hanefoss kraftværk. Der er endvidere et mindre vandkraftværk i den nedre del.
Tovdalselven får også vand fra et tredje, noget mindre, elvsystem med søen Ogge i centrum. Ogge har to udløb. Det største af disse er Rettåna, som går nordover til Uldalsgreina. Dikeelven løber ud i Flakksvann i Birkenes langt nede i systemet.
Afvandingsområdet er omkring 1.800 km², og højeste punkt ligger på 1.101 meter over havet. Følgende kommuner har dele af dette område: Fyresdal, Valle, Bygland, Evje og Hornnes, Åmli, Froland, Grimstad, Birkenes, Iveland, Lillesand og Kristiansand.

## Laksefiskeri
Tovdalselven var længe en af Norges bedste lakseelve. I årene 1880-83 var den nummer tre, regnet både efter fangstvægt og værdi. Sur nedbør begyndte at få betydning for Tovdalselven allerede ved begyndelsen af 1900-tallet til stor skade for elvens stamme af laks. Sur nedbør har den virkning, at aluminiumsforbindelser udvaskes fra jorden til søer og vandløb. Både yngel og større laks dræbes, når aluminiumsionerne sætter sig på fiskens gæller og forstyrrer ionbalancen. Omkring 1970 var laksebestanden i Tovdalselven væk.[kilde mangler]
Der blev startet kalkning i 1997, og dette er begyndt at give resultater for fiskebestanden. I 2003 blev der fanget omkring 300 kilo laks. Dette er stadig meget beskedent i forhold til topårene i 1880'erne, da fangsten var over 12 ton.[kilde mangler] Laksen kan i dag vandre 45 kilometer op i elven, op til Herefossfjorden, som er navnet på en sø. Tidligere gik den noget højere, til Storefoss oven for Gauslåfjorden.[kilde mangler]